# The Cistercian Monks of Stift Heiligenkreuz
The Cistercian Monks of Stift Heiligenkreuz gilt in diesem Zusammenhang als Künstlername der Choralschola des niederösterreichischen Klosters Stift Heiligenkreuz, die seit 2007 CD-Aufnahmen von Gregorianischem Choral betreibt und so zu internationaler Aufmerksamkeit gelangte. Die Namen der einzelnen Sänger sind nicht näher bekannt, da sie sich in erster Linie als gottgeweihte Personen verstehen, die aus religiösen und nicht professionellen Gründen singen.
Die Heiligenkreuzer Mönche gründeten im Jahr 2011 ein eigenes Musiklabel Obsculta Music. Für ihre öffentlichen musikalischen Leistungen wurden sie mit renommierten Preisen und Anerkennungen ausgezeichnet. Ihr erstes Musikalbum, Chant: Music for Paradise, wurde im Jahr 2008 von Universal Music veröffentlicht (unter diesem Namen wurde das Album in Europa veröffentlicht, während es im Rest der Welt unter dem Titel Chant: Music for the Soul herauskam). Nur dieses Album erreichte bald nach seiner Veröffentlichung mehrere Gold- und Platin-Auszeichnungen und gewann im Jahr 2009 auch den Musikpreis ECHO Klassik in der Kategorie „Bestseller des Jahres“.

## Aufnahmen

### Chant – Music for Paradise
Im Jahr 2007 stellten Mönche des Stifts Heiligenkreuz ein Video auf die Internetplattform YouTube. Das Video erreichte innerhalb kürzester Zeit viele Zuseher, sodass das Major-Label Universal Music das Projekt unter Vertrag nahm.
Anfang April 2008 fanden die Aufnahmen in der Kreuzkirche in Heiligenkreuz statt. Die 17 jungen Mitbrüder, die der Kantor für die Aufnahmen wählte, wollten statt ins Studio zu gehen, die Choräle in der Kirche aufnehmen. So wurde die Kreuzkirche kurzfristig für die drei Tage dauernden Aufnahmen adaptiert. Den Mitbrüdern war es wichtig, auch bei den Aufnahmen Richtung Altar, Richtung Tabernakel, Richtung Kreuzreliquie zu singen.
Im Mai desselben Jahres erschien das Album Chant – Music for Paradise, mit dem kurze Zeit später die internationalen Charts erreicht werden konnten. Besonders der Erfolg in Großbritannien wurde von den österreichischen Medien positiv bewertet. Zuvor waren nur Falco, DJ Ötzi und Peter Cornelius als Bandmitglied von Enigma als österreichische Musiker in den britischen Albumcharts so weit vorne vertreten gewesen.
Die Zisterzienser von Heiligenkreuz wiederholten damit den Erfolg der Benediktinermönche des spanischen Klosters Santo Domingo de Silos, die 1994 mit der CD Chant Platz 3 der Billboard Hot 100 erreichten und das bislang bestverkaufte Gregorianik-Album aller Zeiten ablieferten.
Der Erlös aus dem CD-Verkauf soll die Ausbildung von Priestern aus der dritten Welt im Stift Heiligenkreuz ermöglichen. Das Album Chant – Music for Paradise erreichte Gold-Status in Österreich und konnte sich auch in den Charts der Schweiz sowie Belgien (Platz 1) platzieren. Auch in Frankreich erlangte das Album Platz 177 der Hitliste. In Italien erreichte das Album Rang 24, in Spanien Platz 27.
Am 3. Oktober 2008 erschien das um eine zweite CD erweiterte Album Chant – Music für Paradise. Auf der Bonus-CD des Albums finden sich eine Adventsvesper, die Rorate-Messe, die Weihnachtslaudes und die Weihnachtsmesse Puer natus.

### Chant – Amor et Passio
Die Heiligenkreuzer Mönche gründeten im Jahr 2011 ein eigenes Label, Obsculta Music, um damit eine weitere CD auf den Markt zu bringen. Amor et Passio wurde am 4. November 2011 erstmals zum Verkauf angeboten. Ursprünglich war die neue CD ausschließlich für den Vertrieb im Klosterladen des Stiftes bestimmt, aber die Mönche entschieden sich später für das Wiener Traditionslabel Preiser Records. Nach vier Wochen hatte die CD in Österreich Goldstatus erreicht, im September 2012 wurde sie mit Platin ausgezeichnet.
Zusätzlich zum gregorianischen Choral beinhaltet die Amor et Passio-CD auch Kompositionen des luxemburgischen Komponisten und Pianisten David Ianni, unter anderem die Vertonung der Lauretanischen und der Herz-Jesu Litaneien.
Der Erlös aus dem CD-Verkauf soll, wie im Jahr 2008, Priesterstudenten aus Entwicklungsländern zugutekommen.

### Chant – Stabat Mater
2012 folgte die CD Chant - Stabat Mater. Die Stücke nehmen Bezug auf die Heiligenkreuzer Klostergründung in Stiepel. Die Auswahl der Stücke ist besonders auf das Leiden der Jungfrau Maria bezogen, erstens weil der Zisterzienserorden in besonderer Weise der Marienverehrung verpflichtet ist und zweitens weil Stiepel ein Marienwallfahrtort ist. Dort wird eine Mater dolorosa verehrt.
Zusätzlich beinhaltet die CD Bonusmaterial mit Klavierbegleitung des luxemburgischen Pianisten und Komponisten David Ianni.
Chant - Stabat Mater wurde am 30. September 2012 im Rahmen eines Gebetsabends in der Heiligenkreuzer Stiftskirche vorgestellt. Es war das erste Benefizkonzert der Mönche; der Ertrag ging an die Hochschule Heiligenkreuz.

### Chant – Missa Latina
Im November 2012 kam die CD Chant – Missa Latina auf den Markt. Sie wurde zusammen mit dem Ensemble Vox Gotica aufgenommen und beinhaltet auch die mehrstimmige Missa sine nomine des spätgotischen Komponisten Guillaume Dufay. Alle Gesänge der Heiligen Messe im postkonziliaren Ritus (auch novus ordo genannt) sind auch auf der CD.
In Presseaussendungen machte das Kloster darauf aufmerksam, dass Latein durch das Zweite Vatikanische Konzil nicht abgeschafft, sondern gefördert wurde. Sie zitieren dabei Sacrosanctum Concilium Nr. 54: „Es soll Vorsorge getroffen werden, dass die Christgläubigen die ihnen zukommenden Teile des Mess-Ordinariums auch lateinisch miteinander sprechen oder singen können.“ Dieses Anliegen des Konzils sei inzwischen von vielen vergessen worden.

### Chant – Into the Light
Im November 2014 kam es zur Veröffentlichung der neuen CD Chant – Into the Light, nachdem die Heiligenkreuzer Mönche 2014 eine Distributionspartnerschaft mit Naxos of America, dem führenden Anbieter für online-Streaming-Dienste eingegangen waren. Dies und die innerhalb kürzester Zeit erreichten beachtlichen Verkaufszahlen, spiegelten das anhaltende Interesse am Gregorianischen Gesang der Mönche und ihrem Bekanntheitsgrad – besonders auch in den USA – wider. Neben dem englischen Namen der CD sind auch die Texte im Booklet aus Rücksicht auf die amerikanische Hörerschaft in englischer und spanischer Sprache verfasst.
Chant – Into the Light ist eine Kompilation aus den Alben Chant – Amor et Passio und Chant – Stabat Mater. Sie enthält 24 Titel und ist Maria und ihrer Liebe zu ihrem Sohn, Jesus Christus, gewidmet, welche durch Lieder über Liebe und Hoffnung erzählt wird. Durch die Lieder soll dem Hörer aber auch eine tiefere Erfahrung des Osterfestes ermöglicht werden.

### Chant – Chant for Peace
Anlässlich des 49. Jahrestages der Erklärung des 2. Vatikanischen Konzils über das Verhältnis der Kirche zu den nichtchristlichen Religionen, Nostra aetate, fand am 9. November 2014 in der Abteikirche des Stiftes eine Gedenkveranstaltung statt, im Zuge derer auch der Opfer der Novemberpogrome 1938 gedacht wurde. Die Schola der Heiligenkreuzer Mönche bot hier gemeinsam mit der bekannten jüdischen Sängerin Timna Brauer und dem Elias Meiri Ensemble gregorianische, jemenitisch-jüdische Gesänge und Psalmen dar. Durch die starke Resonanz auf diese symbolische Geste eines christlich-jüdischen Dialogs, entstand in erneuter Zusammenarbeit mit der Deutschen Grammophon Gesellschaft der Plan für eine neue CD.
Das neue Album verbindet den Gregorianischen Gesang der Zisterziensermönche mit alttestamentlichen Texten, gesungen von Timna Brauer. Begleitet wird Brauer vom Elias Meiri Ensemble. Die Musik verbindet damit den Gregorianischen Choral mit dem hypnotischen hasidischen und jemenitischen Gesängen von Timna Brauer, welche sich laut Brauer aufgrund ihrer gemeinsamen Wurzel in den Psalmen des Alten Testaments ergänzen.
Das Album Chant for Peace wurde am 8. Mai 2015, dem 70. Jahrestag des Kriegsendes in Europa, veröffentlicht. Es stellt nicht zuletzt auch eine Auseinandersetzung der Heiligenkreuzer Mönche mit dem sich in neuer Art verbreitenden Antisemitismus dar, wie Karl Wallner erklärte.

## Diskografie

### Studioalben
| Jahr | Titel                      | Höchstplatzierung, Gesamtwochen, AuszeichnungChartplatzierungen (Jahr, Titel, Platzierungen, Wochen, Auszeichnungen, Anmerkungen) | Höchstplatzierung, Gesamtwochen, AuszeichnungChartplatzierungen (Jahr, Titel, Platzierungen, Wochen, Auszeichnungen, Anmerkungen) | Höchstplatzierung, Gesamtwochen, AuszeichnungChartplatzierungen (Jahr, Titel, Platzierungen, Wochen, Auszeichnungen, Anmerkungen) | Höchstplatzierung, Gesamtwochen, AuszeichnungChartplatzierungen (Jahr, Titel, Platzierungen, Wochen, Auszeichnungen, Anmerkungen) | Höchstplatzierung, Gesamtwochen, AuszeichnungChartplatzierungen (Jahr, Titel, Platzierungen, Wochen, Auszeichnungen, Anmerkungen) | Anmerkungen                                                               |
| Jahr | Titel                      | DE | AT | CH | UK | US | Anmerkungen                                                               |
| ---- | -------------------------- | --- | --- | --- | --- | --- | ------------------------------------------------------------------------- |
| 2008 | Chant – Music for Paradise | DE5 Gold · (43 Wo.)DE | AT1 ×7Siebenfachplatin · (68 Wo.)AT                                                                                               | CH22 (20 Wo.)CH | UK7 Gold · (16 Wo.)UK | US183 (1 Wo.)US | Erstveröffentlichung: 16. Mai 2008                                        |
| 2011 | Chant – Amor et Passio     | — | AT14 Gold · (10 Wo.)AT | — | — | — | Erstveröffentlichung: 4. November 2011                                    |
| 2012 | Chant – Stabat Mater       | — | AT61 (2 Wo.)AT | — | — | — | Erstveröffentlichung: 28. September 2012                                  |
| 2015 | Chant for Peace            | — | AT8 Gold · (10 Wo.)AT | — | — | — | Erstveröffentlichung: 8. Mai 2015 mit Timna Brauer & Elias Meiri Ensemble |

Weitere Studioalben
- 2014: Chant – Missa Latina
- 2014: Chant – Into the Light

## Auszeichnungen

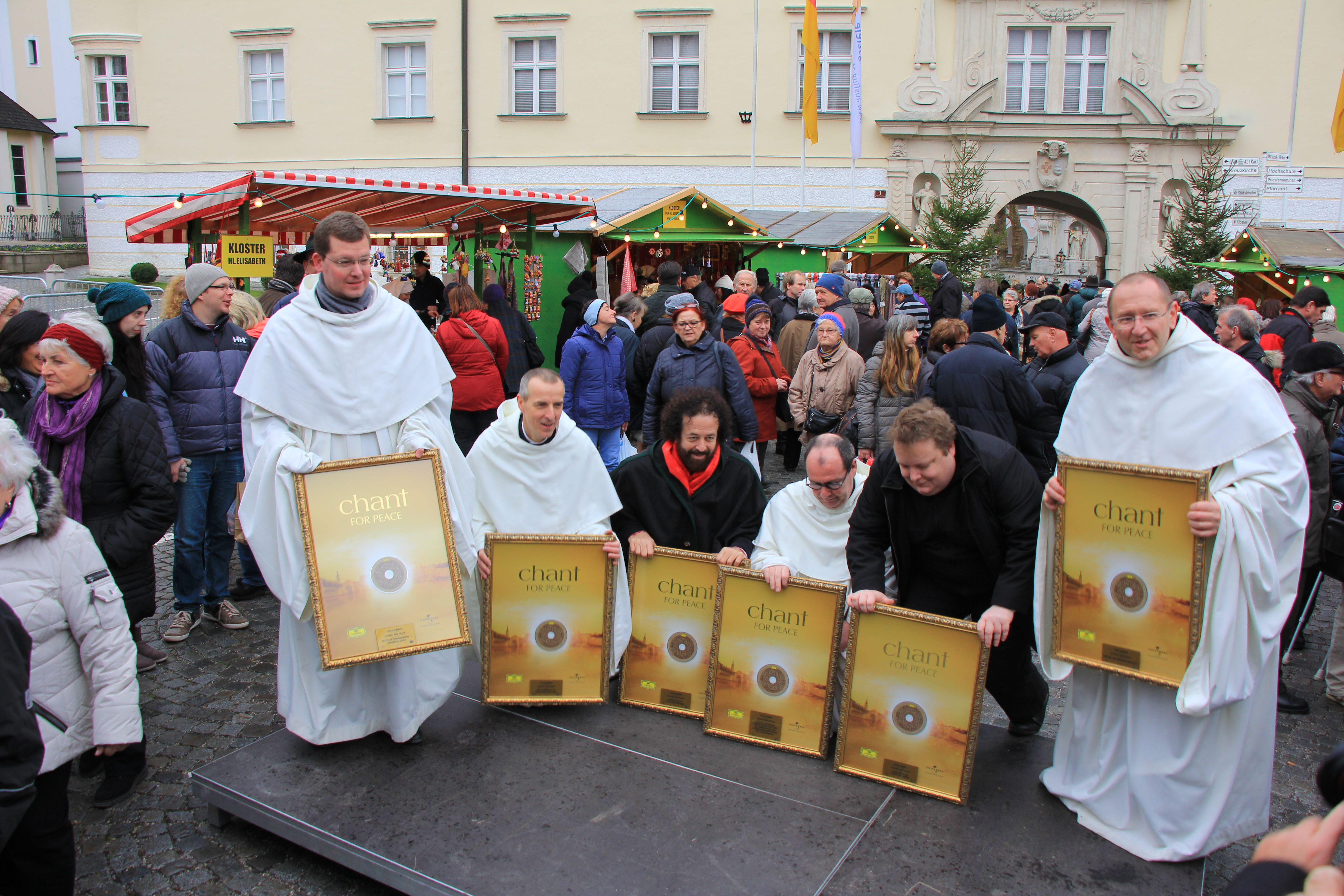
Verleihung der Goldenen CD den Heiligenkreuzer Mönchen für Chant for Peace mit Elias Meiri

- 2008: Platin in Belgien für Chant – Music for Paradise[10]
- 2008: Platin in den Niederlanden für Chant – Music for Paradise[11]
- 2008: Medienpreis des Niederösterreichischen Tourismuspreises
- 2009: Nominierung für den Echo in der Kategorie „Erfolgreichster Newcomer international“.[12] (Die Auszeichnung in dieser Kategorie ging an Amy Macdonald[13])
- 2009: Doppelplatin in Polen für Chant – Music for Paradise[14]
- 2009: ECHO Klassik in der Kategorie „Bestseller des Jahres“ für Chant – Music for Paradise[2]